# Eisriegel

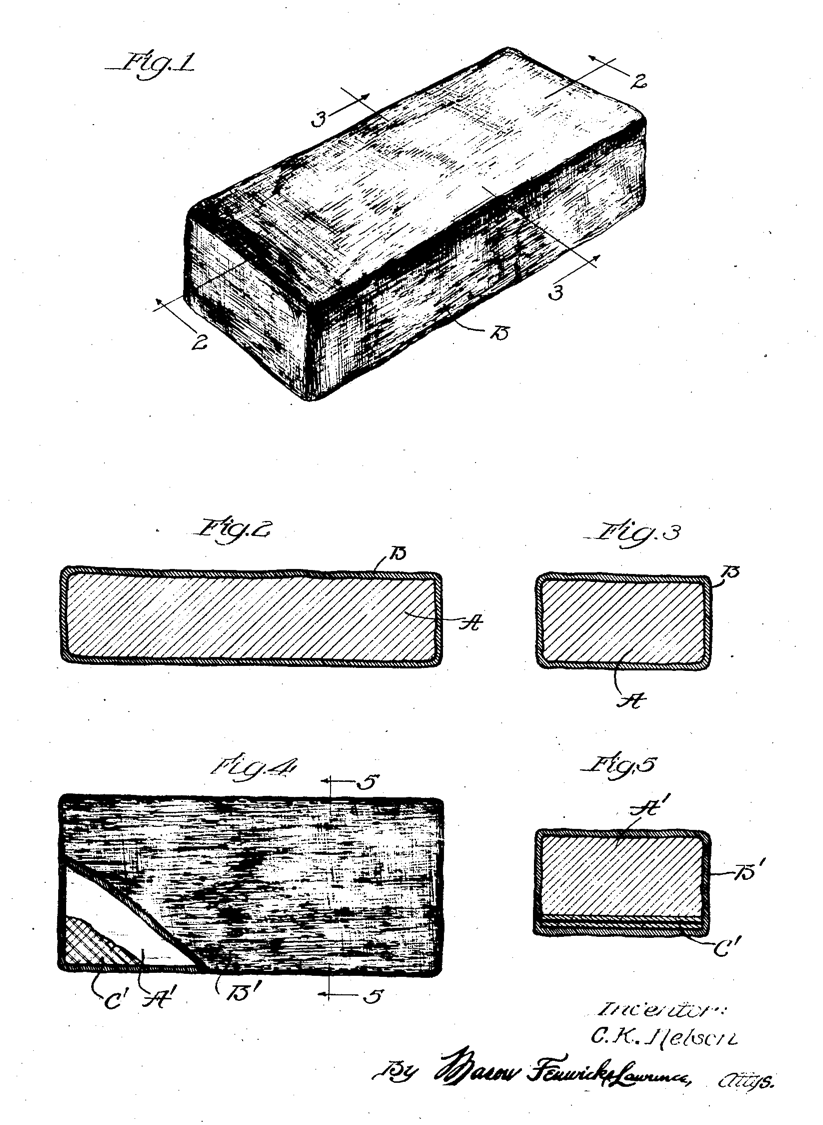
Schemazeichnung aus dem Patent von Christian Kent Nelson (1922).

Ein Eisriegel, auch Riegeleis oder Speiseeisriegel, ist eine Süßspeise aus Speiseeis, das von einem Überzug aus Schokolade oder Fettglasur umgeben ist.

## Erfindung
Die Erfindung des Eisriegels beansprucht der in die Vereinigten Staaten immigrierte dänischstämmige Lehrer und Süßwarenladeninhaber Christian Kent Nelson (1893–1992). Er gab an, die Idee für sein Produkt Eskimo Pie im Jahr 1920 gehabt zu haben, als ein Junge in seinem Laden sich nicht entscheiden konnte, ob er Eiscreme oder einen Schokoladenriegel kaufen solle. Im Dezember 1921 reichte Nelson beim Patenamt der Vereinigten Staaten einen Patentantrag für seinen Eisriegel ein, dem am 24. Januar 1922 stattgegeben wurde. Später entschieden Gerichte allerdings, dass das Eintauchen von Eiscreme in Schokolade schon lange geübte Praxis war, und verwarfen alle Patentansprüche Nelsons.

## Frühe Jahre
Nelson nannte seinen Riegel zuerst lautmalerisch I-Scream Bar. Dazu schuf er den noch heute in den USA bekannten Werbespruch I scream! You scream! Everybody screams for Ice cream! Erst als er eine Geschäftspartnerschaft mit dem amerikanischen Eiscremefabrikanten Russel Stover eingegangen war, nannten sie das Produkt in Eskimo Pie um. Der Eisriegel war ausschlaggebend für die Erfindung des Stieleises, das Anfang 1928 zuerst als Eisriegel mit Stiel auf den Markt kam. Im englischen Sprachgebrauch wird nicht konsequent zwischen Riegel- und Stieleis unterschieden: Auch Eis am Stiel wird als „ice cream bar“ angeboten.
Obwohl das Konzept ein großer Erfolg war, und Stover/Nelson bereits im Frühjahr 1922 eine Million Eisriegel täglich verkauften, konnten sie keinen geschäftlichen Erfolg erringen. Zahlreiche Nachahmer erschienen, die beiden verstrickten sich in langwierige Patentprozesse. 1923 war ihr Unternehmen kurz vor der Insolvenz, sie verkauften es an die United States Foil Company, die ursprünglich die Verpackungen des Eskimo Pies herstellte. Diese wiederum konnte das Produkt am Markt halten, 1927 war der Eskimo Pie das erste Speiseeis, das im Automaten erhältlich war, ab 1930 war der Eskimo Pie eine der ersten Eiscremes, die es im normalen Lebensmitteleinzelhandel gab. Da es dort zu dieser Zeit noch keine Tiefkühltruhen gab, stellte die Firma extra Container her, die mit gekühlten Kohlendioxid gefüllt waren, und in denen das Eis im Lebensmittelladen gelagert wurde.
Ein anderer erfolgreiche Mitbewerber jener Zeit waren der 1922 eingeführte Klondike Bar der Familie Isaly aus Ohio oder der Good Humor Eisriegel, der den Stiel einführte.
In Österreich erzeugte die Milchindustrie AG (heute Teil von Unilever) ab 1927 Eisriegel und andere Eissorten unter dem Markennamen Eskimo.

## In der Sowjetunion
In der Sowjetunion erlebte der Eisriegel, Eskimo genannt, eine Blüte in den 1960ern. Der Eskimo-Generator (benannt nach dem Eskimo Pie) war 1959 die erste Maschine innerhalb der Sowjetunion, mit der sich Eiscreme im industriellen Maßstab vollautomatisch herstellen ließ. Auch wenn die Kunden andere Formen der Eiscreme bevorzugten, ließen sich diese nur halbautomatisch produzieren, und machten den Einsatz zahlreicher Arbeitskräfte erforderlich, weswegen die sowjetischen Planer den Eisriegel bevorzugten.

## Heutige Zeit
Während das Verbreitungsgebiet des Klondike Bar von 1922 bis 1982 auf Ohio, Pennsylvania und West Virginia begrenzt war, begann in diesem Jahr eine Investorengruppe eine US-weite Werbekampagne für das Produkt, und erreichte kurz darauf die Marktführerschaft im amerikanischen Eisriegelmarkt. 1993 kaufte Unilever das Unternehmen auf.
Das amerikanische Unternehmen Häagen-Dazs führte Eisriegel 1986 in das Sortiment ein. Mars Inc. führte 1989 einen Mars-Eisriegel ein, um die schwachen Sommerverkäufe seiner Schokolade anzukurbeln, worauf Nestlé (Milky Way, Kitkat) und Unilever (Cadbury) mit jeweils eigenen globalen Angeboten reagierten.